# Francesco Dattaro
Francesco Dattaro (1495 – 1576) è stato un architetto italiano.

## Biografia

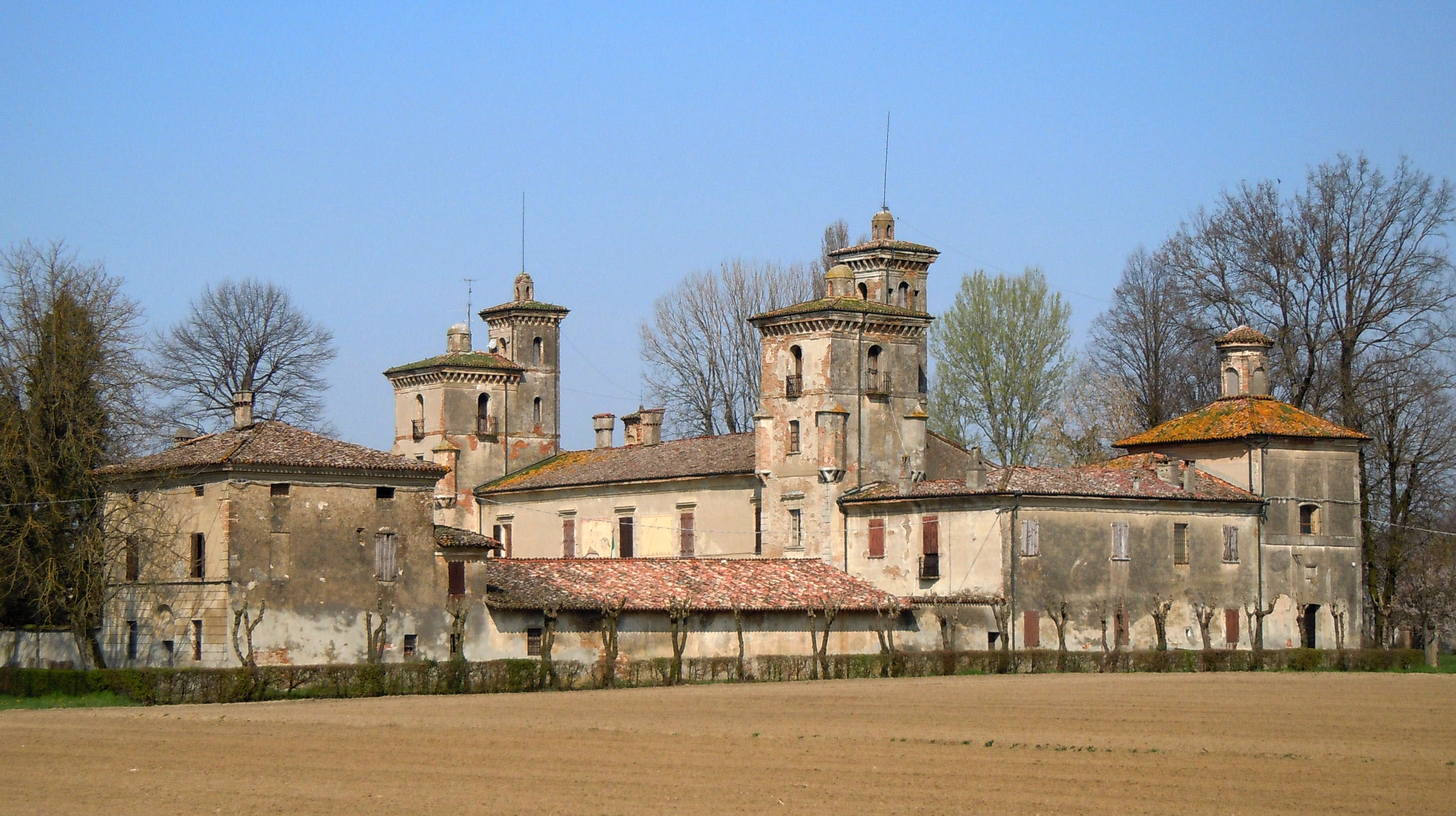
Casteldidone, palazzo di Ludovico Scizzi o Mina della Scala

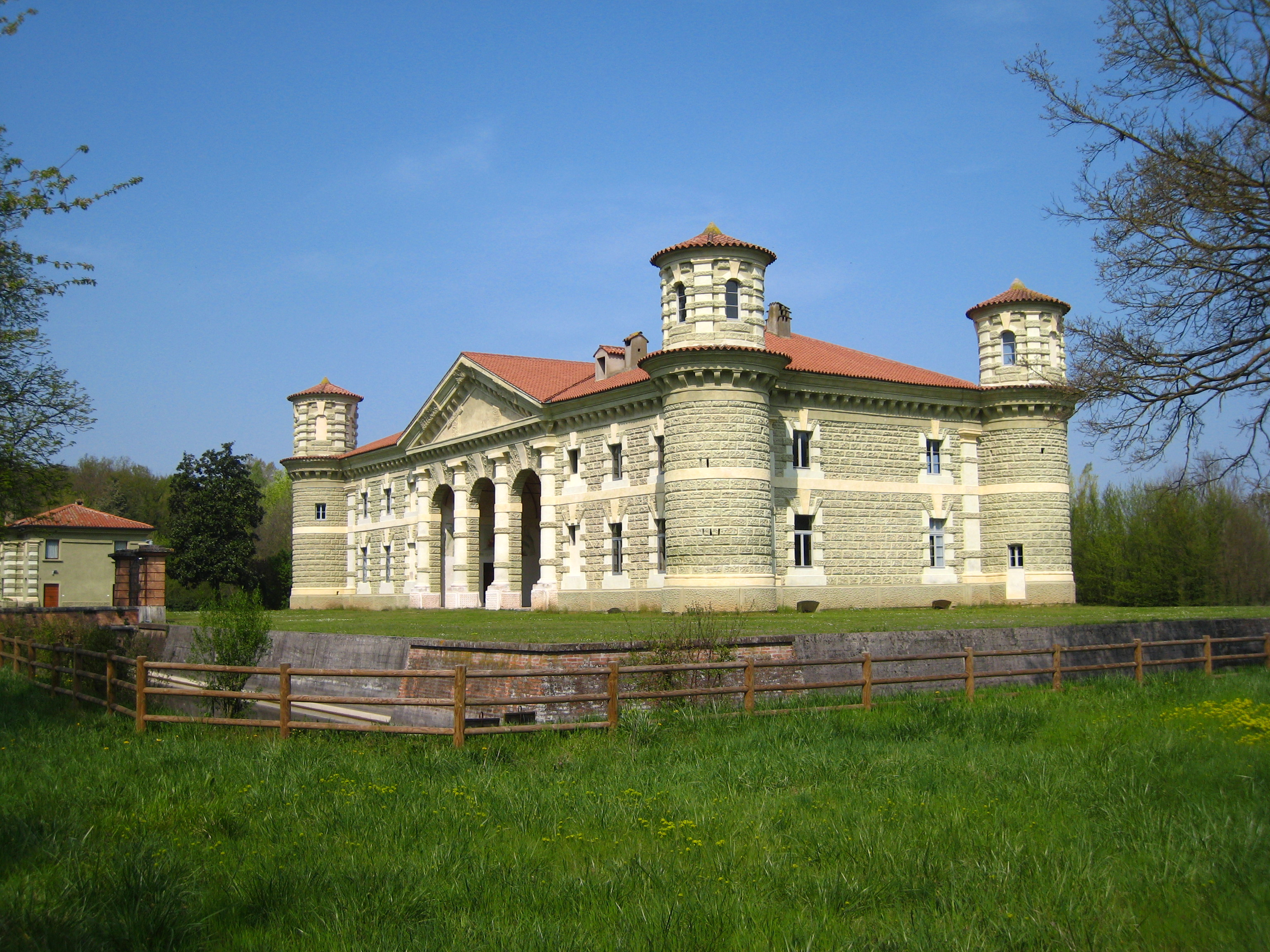
Marmirolo, Palazzina gonzaghesca di Bosco Fontana

I Dattaro iniziano la loro attività nell'ambito del cantiere della Cattedrale di Cremona, affiancati da pittori, dai membri della famiglia di ebanisti Sacca, e dall'ingegner Antonio Melone.
Tra i membri esordienti di questa famiglia di architetti si annovera un Giovanni Dattaro che appare dapprima come semplice Massarolo (cioè muratore) della Cattedrale di Cremona e, solo successivamente, viene eletto all'importante carica di Massaro (intorno al 1525), assieme a Paolo Sacca detto “Bramante”. Le loro frequentazioni del poeta e architetto cremonese Benedetto Ala, così come quelle del letterato cremonese Marco Girolamo Vida, e quelle dei loro committenti comprendenti i membri della famiglia Sfondrati, come il loro progettista associato Lorenzo (o come il celebre Francesco Sfondrati in rapporto con Marcantonio Flaminio), probabilmente li portano a conoscere da vicino disegni inediti del Sesto Libro di Sebastiano Serlio, oltre a planimetrie che Jacques Androuet du Cerceau disegna in Francia verso la metà del secolo, parallelamente agli anni della presenza del Bolognese Serlio. Le loro opere principali sono le chiese di Santa Margherita, di San Pietro al Po e di Sant'Abbondio a Cremona, il palazzo di Ludovico Barbò, di Giovanni Vidoni e di Giovan Carlo Affaitati a Cremona, il palazzo Affaitati di Grumello Cremonese, il palazzo di Ludovico Schizzi a Casteldidone, il Casino del Giacinto di Sabbioneta, la villa di Schiarino e la palazzina del Bosco della Fontana a Marmirolo
Contrariamente a quanto affermato sino ad oggi dalla storiografia, nell'ambito dei cantieri cremonesi, secondo documenti d'archivio, i Dattaro subordinano alle loro decisioni quelle dei pittori come Giulio Campi, e si associano spesso con muratori (ad essi subordinati) come Antonio Della Torre, Nicola della Noce, Franceschino Laurenzi. La loro profonda conoscenza di opere inedite di Sebastiano Serlio, così come la loro ironia serlianesca nell'utilizzo degli ordini architettonici, e le molteplici citazioni di elementi dell'architettura francese del primo Rinascimento (il castello parigino di Madrid, del Bois de Boulogne è un esempio eccellente per il caso di Marmirolo), e di opere J.A.Du Cerceau, permettono di pensare ad un ipotetico soggiorno francese degli stessi architetti cremonesi. Del resto, i compagni d'esordio in Cattedrale dei Dattaro, cioè i Melone e i Sacca, sono documentati archivisticamente, in terra di Francia, proprio verso la metà del secolo; essi possono avere costituito un altro tramite verso l'esperienza francese di Serlio. A conferma, il terzo livello del parigino castello di Madrid, residenza di caccia di Francesco I di Francia (costruita dal 1527), presenta una precisa citazione del secondo livello del cremonese chiostro di Sant'Abbondio, costruito dai primissimi anni del Cinquecento; forse i cremonesi hanno esportato le idee nostrane ed eccentriche, di questa interpretazione del bramantesco Belvedere, a Parigi?
Suo figlio era Giuseppe Dattaro.